# Stazione di Las Margaritas-Universidad
La stazione di Las Margaritas-Universidad è una stazione situata sulla ferrovia Móstoles-Madrid-Parla.
Nota come Las Margaritas fino al 28 febbraio 1995, si trova lungo calle Madrid nella zona nord di Getafe, nei pressi dell'Università Carlos III.

## Storia
La stazione è stata inaugurata il 23 gennaio 1987.

## Movimento
Dalla stazione di Getafe Centro transitano i treni della linea C-4 della rete di Cercanías di Madrid, esercita da Renfe Operadora.

## Servizi
- Parcheggio di interscambio

## Interscambi
Nelle vicinanze della stazione effettuano fermata alcune linee automobilistiche extraurbane, gestite da EMT Madrid.
- Fermata autobus